# Elías García Martínez
Elías García Martínez (Requena, 1858 - Utiel, 1934) est un peintre espagnol. Son Ecce Homo, peinture murale dans l'église Santuario de Misericordia de Borja, a attiré l'attention en 2012 à la suite d'une restauration ratée,.

## Tableaux
- Ecce Homo[4]